# Mascagnia conformis
Mascagnia conformis là một loài thực vật có hoa trong họ Malpighiaceae. Loài này được W.A. Anderson mô tả khoa học đầu tiên năm 2007.